# Zemětřesení v Záhřebu (1880)

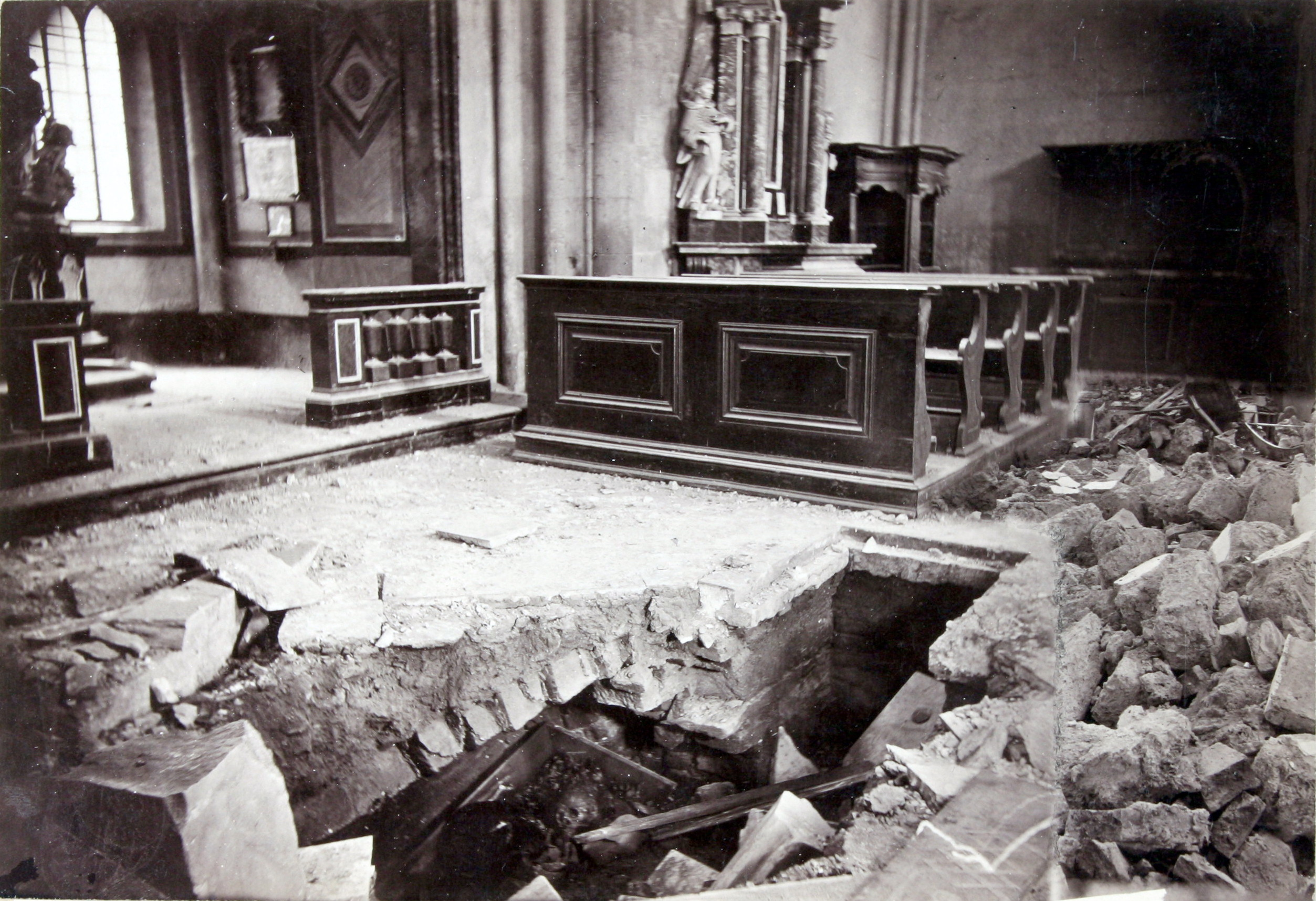
Zničený vnitřek Záhřebské katedrály

Zemětřesení v Záhřebu v roce 1880 (chorvatsky Potres u Zagrebu 1880.) bylo zemětřesení se silou 8 stupňů na modifikované Mercalliho stupnici nebo 6,3 Richterovy stupnice. Zemětřesení se událo 9. listopadu 1880, ráno v 7:03:03

## Dopady zemětřesení
Zemětřesení bylo označeno jako jeden z nejsilnějších otřesů v Chorvatsku. Byly zničeny mnohé budovy, ulice a v Záhřebu mělo zničující socio-ekonomické důsledky. Většina záhřebských obyvatel se po zemětřesení rozhodla k vystěhovalectví ze zničeného města. Zamířili do Vídně, Lublaně, Grazu, Mariboru, Celje a Terstu. Zahynuli však celkem jen 2 lidé; 29 bylo těžce zraněno. Největší škody zaznamenaly budovy na území Zrinjevcu a na Klaićevej ulici. Velmi poškozena byla i Záhřebská katedrála, která byla později zcela renovována, a podobně tomu bylo i s kostelem sv. Franja a s kostelem Matky Boží.
Během obnovy po zemětřesení byly v Záhřebu vybudovány různé paláce, parky a fontány.

## Český tisk
Český tisk přinesl první zprávy a popisy situace již následující den po zemětřesení, 10. listopadu 1880. Další zprávy ze Záhřeba pak následovaly téměř denně.